# Cymbopetalum
Cymbopetalum Benth. – rodzaj roślin z rodziny flaszowcowatych (Annonaceae Juss.). Według The Plant List w obrębie tego rodzaju znajduje się 27 gatunków o nazwach zweryfikowanych i zaakceptowanych, podczas gdy kolejny jeden takson ma status gatunku niepewnego (niezweryfikowanego). Występuje naturalnie na obszarze od Meksyku aż po strefę klimatu równikowego w Ameryce Południowej. Gatunkiem typowym jest C. brasiliense (Vell.) Benth. ex Baill.

## Morfologia
PokrójZimozielone drzewa lub krzewy.
LiścieNaprzemianległe, pojedyncze, całobrzegie.
KwiatyPromieniste, obupłciowe, pojedyncze. Rozwijają się w kątach pędów. Mają trzy wolne działki kielicha. Płatki są wolne, w liczbie sześciu, ułożonych w dwóch okółkach, wewnętrzne są większe od zewnętrznych. Kwiaty mają liczne wolne pręciki. Wolnych słupków jest 5–50, zalążnie są górne, każda zawiera od 3 do 30 zalążków, często rozmieszczonych w 2 rzędach.
OwoceMieszki, pojedyncze lub zebrane po 2–50, tworzą owoc zbiorowy. Są mięsiste. Osadzone na szypułkach. Otwierają się bocznie. Zawierają nasiona z łupiną o czerwonej lub pomarańczowej barwie.

## Systematyka
Pozycja według APweb (aktualizowany system APG III z 2009)
Rodzaj wraz z całą rodziną flaszowcowatych w ramach rzędu magnoliowców wchodzi w skład jednej ze starszych linii rozwojowych okrytonasiennych określanych jako klad magnoliowych.
Lista gatunków
| - Cymbopetalum abacophyllum N.A.Murray - Cymbopetalum aequale N.A.Murray - Cymbopetalum alkekengi N.A.Murray - Cymbopetalum baillonii R.E.Fr. - Cymbopetalum brasiliense (Vell.) Benth. ex Baill. - Cymbopetalum coriaceum N.A.Murray - Cymbopetalum costaricense (Donn.Sm.) R.E.Fr. - Cymbopetalum euneurum N.A.Murray - Cymbopetalum fosteri N.A.Murray - Cymbopetalum gracile R.E.Fr. - Cymbopetalum hintonii Lundell - Cymbopetalum lanugipetalum Schery - Cymbopetalum longipes Benth. ex Diels - Cymbopetalum loretoyacuense N.A.Murray | - Cymbopetalum mayanum Lundell - Cymbopetalum mirabile R.E.Fr. - Cymbopetalum oppositiflorum Aristeg. ex N.A.Murray - Cymbopetalum parvifolium Rusby - Cymbopetalum penduliflorum (Dunal) Baill. - Cymbopetalum physaloides N.A.Murray - Cymbopetalum rugulosum N.A.Murray - Cymbopetalum sanchezii N.A.Murray - Cymbopetalum schunkei N.A.Murray - Cymbopetalum stenophyllum Donn.Sm. - Cymbopetalum steyermarkii N.A.Murray - Cymbopetalum tessmannii R.E.Fr. - Cymbopetalum torulosum G.E.Schatz |

## Biologia i ekologia
Kwiaty tych roślin zapylane są przez chrząszcze z rodzaju Cyclocephala. Pyłek gatunku C. brasiliense mierzy prawie 350 μm.

## Zastosowanie
Płatki kwiatów gatunku C. penduliflorum były używane przez Azteków wraz z wanilią do aromatyzowania czekolady.